# Mojón con cara
El mojón con cara es un monumento histórico de la ciudad de Santa Cruz de la Sierra, al oeste de Bolivia.
El monumento se encuentra ubicado cerca de la Plaza 24 de septiembre, en la esquina de las calles René Moreno y Republiquetas, en el centro histórico de la ciudad.

## Características
El monumento es una pieza vertical de madera cuchi tallada con un rostro y la historia de esta intervención particular es parte de las narraciones tradicionales de la ciudad.Las referencias históricas mencionan que las casas en esquina colocaban mojones de cuchi, una madera caracterizada por su dureza y resistencia, a modo de bolardos, para evitar daños a las viviendas  por posibles choques de los carretones que circulaban por las calles de Santa Cruz a inicios del siglo XIX.

## Leyenda
Alrededor del monumento existe una leyenda que relata la historia de un joven sin propiedades que pretendía a una muchacha, la madre de la joven se oponía  a esta relación pero el muchacho la esperaba siempre vigilante en la esquina, como pasatiempo empezó a tallar un rostro en un mojón existente en la esquina en la que realizaba  la vigía, finalmente una noche la joven pareja huyó quedando como único testigo el mojón  tallado.

## Restauración

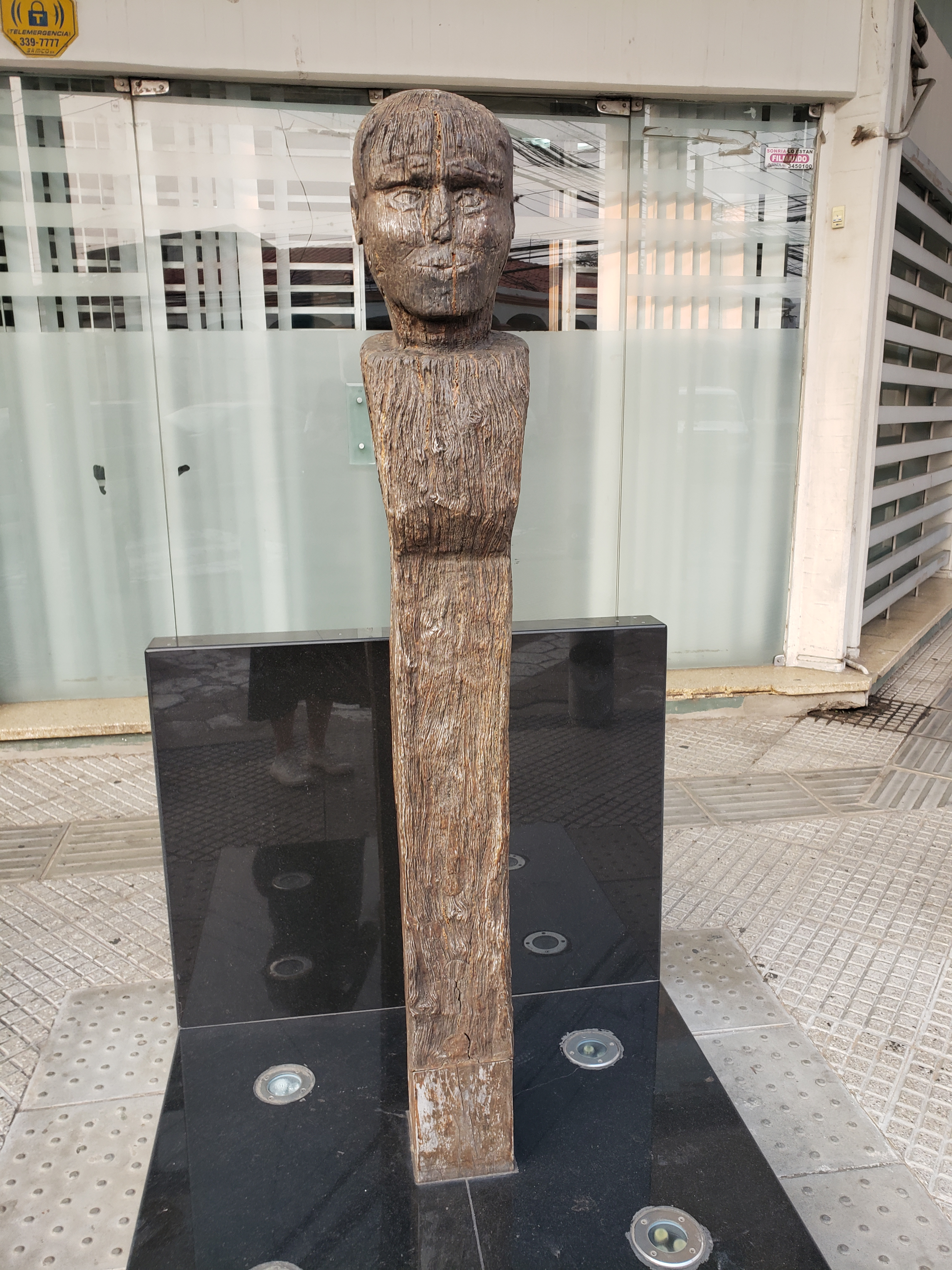
Ubicación tras su restauración.

En la década de 1940 el mojón fue removido por maquinaria que realizaba obras, se encargó una réplica y fue repuesto al lugar que ocupa hoy.
En 2010 el monumento sufrió la agresión de vándalos que lo removieron de su lugar, en 2011 fue restaurado y repuesto en el lugar de la primera reposición por gestiones del Gobierno Autónomo Municipal de Santa Cruz como parte de los festejos de los 450 años de fundación de la ciudad.

## Referencia cultural
Existen obras de teatro, canciones y premios culturales con el nombre Mojón con cara, dada la importancia del monumento en el imaginario local.